# Ola Onabulé

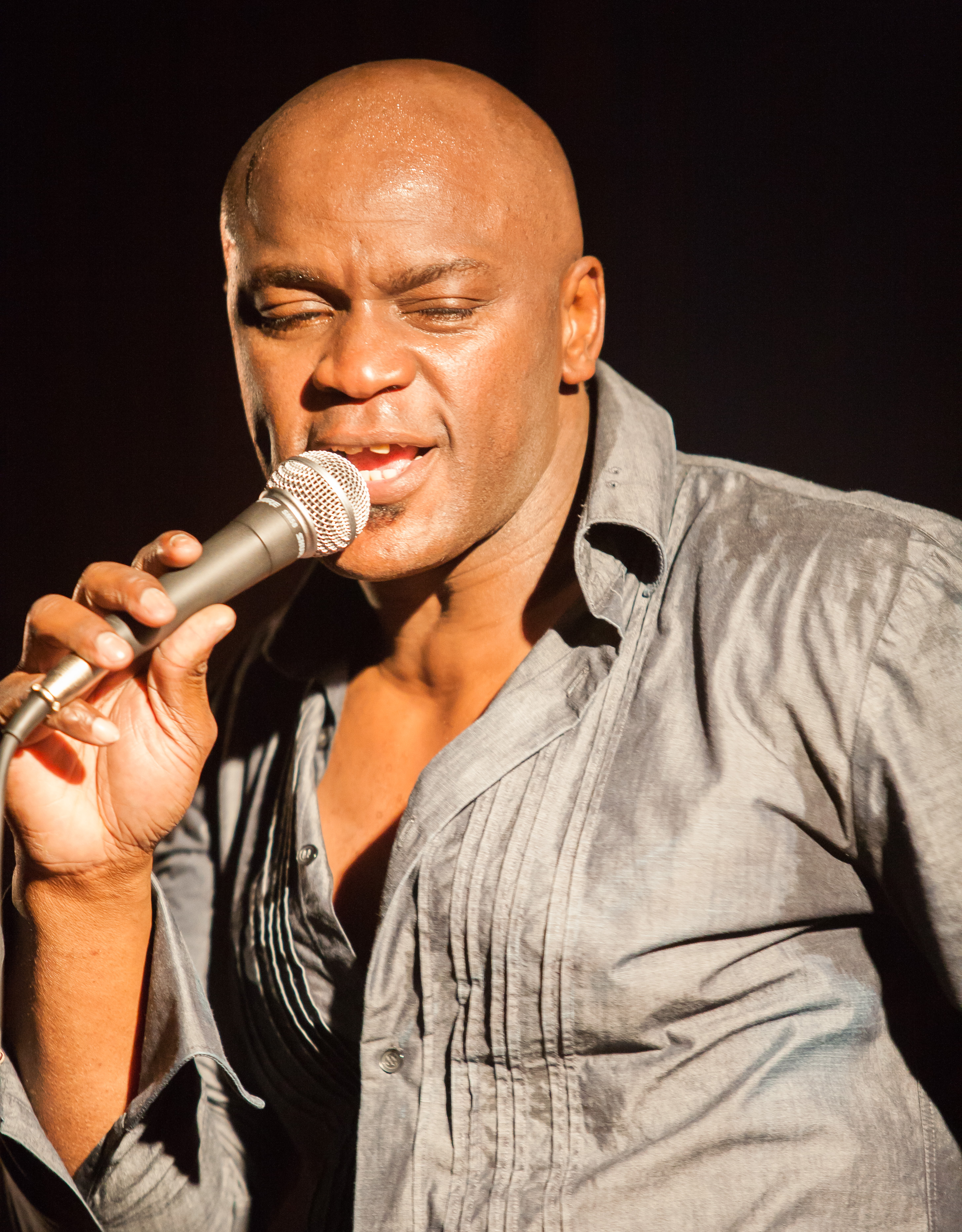
Ola Onabulé

Ola Onabulé (* 1964 in London) ist ein britisch-nigerianischer Jazz- und Soulsänger und Songwriter.
Ola Onabulé ist als Sohn nigerianischer Studenten in London geboren worden. Im Alter von 7 Jahren zog er mit seinen Eltern nach Lagos zurück und verbrachte seine Kindheit in Afrika. Mit 17 Jahren kam er wieder ins Vereinigte Königreich, wo er seinen Schulabschluss machte und ein Jurastudium begann. Während dieser Zeit gab er bereits Musikauftritte und machte schließlich die Musik zu seinem Beruf. Er gründete sein eigenes Musiklabel Rugged Ram Records und veröffentlichte 1995 sein Debütalbum.
Um 1999 sang er den Dancesong L’amour toujours für Gigi D’Agostino ein und blieb trotz des weltweiten Erfolgs ungenannt. Dies führte 2023 zu einem Rechtsstreit.
Zu seinen weltweiten Auftritten gehören Solo-Shows mit seiner Jazz-Band, als Sänger bei Big Bands (wie der WDR- oder der SWR-Big Band) oder als Feature-Artist.

## Diskografie
- 1995: More Soul than Sense
- 1997: From Meaning Beyond Definition
- 1999: Precious Libations for Silent Gods
- 2002: Ambitions for Deeper Breadth
- 2004: In Emergency Break Silence
- 2007: The Devoured Man
- 2010: Seven Shades Darker
- 2015: It’s The Peace That Deafens
- 2019: Point Less
- 2025: Proof of Life, mit Nicolas Meier